# Movimento per il Jihad Islamico in Palestina
Il Movimento per il Jihad Islamico in Palestina (in arabo  حركة الجهاد الإسلامي في فلسطين‎?, Harakat al-Jihād al-Islāmī fī Filasṭīn), spesso definito brevemente Jihad Islamico Palestinese è un gruppo militante palestinese giudicato fra le organizzazioni sospette di terrorismo da parte degli Stati Uniti, dell'Unione europea, dal Regno Unito, dal Giappone, dal Canada e da Israele.
Fondato nella Striscia di Gaza negli anni settanta da Fathi Shaqaqi, come ramo distaccato del Jihad islamico egiziano, da cui fu espulso nel 1981. Il suo obiettivo strategico è la distruzione di Israele per sostituirlo con uno stato islamico palestinese.
Questo gruppo definisce il jihād come obbligo da attuare contro Israele. Lo Jihad Islamico palestinese si oppone anche a molti governi arabi che giudicano non sufficientemente musulmani e troppo occidentali. La sua ala armata, le Brigate al-Quds, hanno rivendicato numerosi attacchi in Israele, inclusi vari attentati suicidi.
È, inoltre, molto più piccolo e spesso in contrasto con Hamas e non può contare neppure sull'ampio sostegno popolare di cui gode Hamas. Gode però del sostegno dell'Iran che usa questa collaborazione per controbilanciare le forze di Hamas.

## Retroscena e storia
Il gruppo è basato nella capitale siriana di Damasco, e il suo retroterra finanziario si crede debba essere ricercato nell'Iran khomeinista. Il gruppo opera principalmente in Cisgiordania e nella striscia di Gaza, ma conduce i suoi attacchi anche a partire dalla Giordania e dal Libano; le sue più importanti roccaforti in Cisgiordania sono le città di Hebron e Jenin.
Fathi Shaqaqi ha condotto per due decenni il movimento. È stato assassinato a Malta nell'ottobre del 1995 da mano rimasta ufficialmente ignota. Alcuni credono tuttavia che a eliminarlo sia stato Israele, mentre altri pensano che sia stato ucciso da gruppi palestinesi a lui avversi. Lo Jihad Islamico palestinese ha condotto spesso attacchi contro obiettivi israeliani nell'anniversario della morte di Shaqaqi, malgrado l'identità degli assassini non sia mai stata ufficialmente individuata.
Durante la Seconda Intifada (Intifada di al-Aqsa), cominciata nel settembre del 2000, lo Jihad Islamico palestinese ha perpetrato numerosi attacchi suicidi contro gli israeliani. Vari attacchi nel 2001 e nel 2002 sono partiti dalla città cisgiordana di Jenin, in cui il responsabile del Jihad Islamico era Mahmud Tawalbe, Ali Sefuri e Tabeth Mardawi. I quartier generali del Jihad Islamico palestinese a Jenin e in Cisgiordania sono stati pesantemente attaccati e smantellati durante l'operazione Scudo difensivo: Tawalbe è stato ucciso da un bulldozer blindato IDF Caterpillar D9, mentre Sefuri e Mardawi sono stati incarcerati dalle forze di sicurezza israeliane.
Dopo la morte di Shaqaqi, la Jihad Islamico Palestinese è stata guidata dal 1995 dal cofondatore Ramaḍān ʿAbd Allāh Muḥammad Shallaḥ, che è stato indicato come terrorista di spicco ai sensi della legge statunitense del 27 novembre 1995, e conseguentemente è diventato uno dei terroristi maggiormente ricercati dal Federal Bureau of Investigation (FBI) il 24 febbraio 2006.
Nel febbraio 2012, il governo di Hamas nella striscia di Gaza ha preso le distanze dal JIP. Durante gli scontri Gaza-Israele del marzo 2012, che seguirono l'assassinio israeliano del leader dei Comitati Popolari di Resistenza, Zuhir al-Qaisi, che si vantava del rapimento di Gilad Shalit, il JIP e i CPR lanciarono attacchi contro Israele. Hamas si astenne dall'unirsi al JIP e ai CPR nell'attaccare Israele. Oltre un centinaio di palestinesi vennero uccisi o feriti nelle violenze che ne seguirono, ma all'epoca Israele non attaccò nessun obiettivo di Hamas. L'eventuale cessate il fuoco venne negoziato tra Israele e i gruppi militanti, non Hamas.
Il quotidiano arabo londinese Asharq al-Awsat nel maggio 2015 riferì che l'Iran aveva smesso di finanziare il JIP a causa della neutralità del gruppo sull'intervento militare saudita in Yemen, gettando il JIP in una grave crisi finanziaria. L'Iran si aspettava che il JIP condannasse l'intervento guidato dall'Arabia Saudita, il principale rivale regionale dell'Iran. Il quotidiano palestinese al-Quds ha riferito che l'Iran sta ora sostenendo un ramo del JIP chiamato as-Sabirin (in arabo "i pazienti"), guidato dal veterano del Jihad Islamico Hisham Salem.
Sotto la precedente guida di Ramadan Shalah, il gruppo avrebbe ricevuto circa 70 milioni di dollari all'anno dal Corpo delle Guardie Rivoluzionarie Islamiche dell'Iran.
La prima settimana di agosto del 2022, tra il 5 ed il 7, tra lo Jihad Islamico e le forze di difesa israeliane (IDF) hanno combattuto nella battaglia di Gaza (Operazione Breaking Dawn) con razzi e missili facendo numerosi morti, tra cui bambini, e hanno siglato un accordo di pace tra le parti.

## Attività militanti

In rosso gli Stati che hanno riconosciuto la Jihad Palestinese come organizzazione terroristica

Lo Jihad Islamico ha rivendicato la responsabilità dell'organizzazione e dell'esecuzione di numerosi attentati condotti da suoi militanti nel corso degli ultimi anni. Il movimento è responsabile di più di 30 "riusciti" attacchi dinamitardi suicidi. Più di recente un attacco suicida in una rivenditoria di falafel a Tel Aviv il 17 aprile 2006, che ha portato alla morte di 11 civili, e al ferimento di alcune decine.
Lo Jihad Islamico ha anche lanciato razzi simili ai razzi Qassam usati da Hamas, chiamati razzi al-Quds.

## Membri di spicco
- Ziyad al-Nakhalah – attuale segretario e comandante delle Brigate al-Quds
- Lo sceicco Ramadan Abd Allah Muhammad Shallah † – fondatore, morto di malattia nel 2020
- Fathi Shaqaqi † – fondatore, assassinato
- Mahmud Tawalbe † – leader anziano di Jenin, ucciso durante l'operazione Scudo difensivo (Defensive Shield) da un Caterpillar D9 dell'esercito israeliano
- Mahmud Seader – leader a Hebron
- Hanadi Jaradat † – donna suicidatasi con una carica esplosiva che trasportava nell'attentato suicida del ristorante Maxim
- Tamer Khuwayr † – quindicenne, adescato dalla Jihad Islamica perché si trasformasse in un giovane uomo-bomba suicida[18]
- Muhammad Daduh † – comandante anziano a Gaza, assassinato da un missile israeliano il 21 maggio 2006
- Mahmud al-Majzub † – membro del Consiglio della Shura, ucciso da un'auto-bomba, 26 maggio 2006
- Husam Jaradat † – comandante anziano a Jenin, cugino di Hanadi Jaradat. Assassinato nel quartiere-profughi di Jenin il 30 agosto 2006.[19]
- Ayman al-Fayed † – comandante anziano della striscia di Gaza, assassinato in un'esplosione nel campo profughi di Bureij, il 16 febbraio 2008.[20]
- Ziad Abu-Tir † – membro anziano del braccio militare, è stato ucciso in un attacco aereo israeliano nell'area di Khan Yunis, il 29 dicembre 2008.[21]
- Khaled Shalan † – comandante di alto livello ucciso da un attacco missilistico israeliano sulla sua auto a Gaza, il 4 marzo 2009.[22]
- Baha Abu al-Ata † – leader ucciso da un attacco missilistico israeliano su Gaza, 12 novembre 2019.[23]
- Akram al-Ajouri – leader sopravvissuto a un attacco aereo israeliano a Damasco, il 12 novembre 2019, ma suo figlio e sua figlia sono stati uccisi.[24]
- Khaled al-Batsh – attuale leader del JIP nella striscia di Gaza.[25]